# Liste der Ämter des Hochstiftes Fulda
Diese Liste nennt die Ämter des Hochstiftes Fulda.

## Geschichte
Eine wichtige Grundlage der Entwicklung des fuldaischen Herrschaftsbereichs war sein Bannwald. Im Frühmittelalter war Deutschland sehr dünn besiedelt. Der größte Teil der Fläche war unbewohnt und mit Wald bewachsen. Das Kloster Fulda erhielt in mehreren Schenkungen durch deutsche Könige große Flächen des Reichswaldes als Bannwald. Dies waren insbesondere:
- Der Branfirst im Jahr 980 durch Otto II.[1]
- Der Zunderhart im Jahr 1012 durch Heinrich II.[2]
- Der Wildbann im Jahr 1059 durch Heinrich IV.[3]

Im Laufe der Jahrhunderte entstanden hier durch Rodungen Siedlungen. Diese unterstanden dann automatisch dem Stift Fulda.
Da nach kanonischem Recht Kleriker nicht in weltlichen Angelegenheiten Recht sprechen konnten, setzte die Reichsabtei Fulda in ihrem Machtbereich Vögte ein, die lokal als Richter und Vertreter der fuldaischen Macht wirkten. Der erste Vogt wird bereits im Jahr 795 urkundlich genannt. Ein Weistum von 876 nennt 26 fuldaische Vögte. Daneben bestanden Zenten mit Zentenarer als Richter. Ab dem 13. Jahrhundert versuchte die Reichsabtei diese Rechte zu konsolidieren und in einer Hand zu vereinen, indem der Vogt auch als Zentgraf eingesetzt wurde. So entstanden bis zum Ende des 14. Jahrhunderts die späteren Amtsstrukturen.
Die Bezeichnungen wurden dabei unsystematisch verwendet. So war um 1500 neben der Bezeichnung Amtmann noch die des Vogtes gebräuchlich. Erst später setzte sich die Bezeichnung als Amtmann durch. Die Ämter wurden wahlweise als Amt oder als Gericht bezeichnet. Im 18. Jahrhundert wurden die größeren Ämter überwiegend als Oberamt (und die Vorsteher entsprechend als Oberamtmann) bezeichnet. Dies war lediglich eine Bezeichnung, eine Überordnung der Oberämter über andere Ämter war damit nicht verbunden.

## Arten der Ämter

### Die fürstlichen Ämter
Dies waren Ämter, die direkt dem Hochstift unterstanden.

### Die Propsteilichen Verwaltungsbezirke
Zum Hochstift gehörten eine Reihe von Klöstern, deren Pröpste Mitglieder des fuldaischen Kapitels waren. Diese verfügten über eine Patrimonialgerichtsbarkeit und Grundherrschaften. Nachdem es zu Konflikten zwischen den fürstlich-fuldischen Beamten und den Klöstern über den Umfang dieser Rechte gekommen war, wurde 1565 eine Regelung getroffen, die den Klöstern weitgehende Hoheit über deren Amtsbezirke sicherte.
Zu diesen propsteilichen Ämtern zählten die Klöster selbst und die Ortschaften bzw. Untertanen, die in ihrem Besitz waren. Die Untertanen huldigten dem Klosterkapitel oder Propst und die Klöster verfügten über die vollen Verwaltungs- und Gerichtsbefugnisse mit Ausnahme der Zent. Auch hatten sie das Recht der Steuererhebung; die Steuern, die dem Stift zustanden wurden von ihnen erhoben und der Landesobereinnahme abzuliefern.
Diese Vogteien waren Lehen des Stiftes. Das Hochstift verfügte über die Landeshoheit.

### Die ritterschaftlichen Gerichte
Eine Reihe von fuldischen Ministerialen gelang es Grundherrschaften oder Vogteien zu erwerben, die ein hohes Maß an Eigenständigkeit gegenüber dem Stift Fulda behielten. Das Stift Fulda erkannte 1565 die Reichsunmittelbarkeit dieser Adelsfamilien an (siehe Buchonia#Buchisches Quartier). Das Verhältnis der betreffenden Gerichte zum Stift wurde wie folgt festgelegt: Die hohe Gerichtsbarkeit und die Oberhoheit lag beim Fürstabt. Die niedere Gerichtsbarkeit und vor allem das Recht zur Steuererhebung lag bei den jeweiligen Besitzern des Amtes. Im Gegenzug erhielt das Stift bei allgemeinen Reichssteuerbewilligungen einen Pauschalbetrag von 2000 Gulden für alle ritterschaftlichen Gerichte. Im Laufe der folgenden Jahrhunderte wurden durch individuelle Abreden die Regelungen für die einzelnen Ämter immer weiter modifiziert. Das Riedeselsche Junkernland und der Besitz derer von der Tann erhielten vollständige Unabhängigkeit von Fulda, andere Territorien gingen in den fuldischen Ämtern auf. Die anderen blieben selbstständig aber unter fuldaischer Oberhoheit.

## Liste der Ämter

### Fürstliche Ämter
| Amt                                     | Amtssitz                    | Gründung      | Auflösung                     | Orte am Ende des HRR | Anmerkung |
| --------------------------------------- | --------------------------- | ------------- | ----------------------------- | --- | --- |
| Vizedomamt Fulda                        | Fulda                       | –             | 1821                          | Altstadt von Fulda innerhalb des Mauerrings | |
| Amt Altenhof                            | Fulda                       | –             | 1802                          | Vorstädte von Fulda | |
| Oberamt Bieberstein                     | Schloss Bieberstein         | –             | 1816                          | Allmus, Armenhof, Batten, Bieberstein, Brand, Dietges, Egelmes, Elters, Findlos, Gotthards, Gruben, Hausarmen, Hofbieber, Kermes, Kielos, Langenbieber, Liebhards, Mahlerts, Margretenhaun (zur Hälfte), Melperts, Niederbieber, Oberbernhards, Obernüst, Rödergrund, Sandberg, Schwarzbach, Seiferts, Steens, Thaiden, Thiergarten, Traisbach, Unterbernhards, Wallings, Weihershof, Wiesen, Wittges, Wolferts                                                                                           | |
| Oberamt Brückenau                       | Brückenau                   | –             | 1819                          | Breitenbach, Brückenau, Geroda, Mitgenfeld, Modlos, Oberleichtersbach, Römershag, Schildeck, Schondra, Speicherz, Unterleichtersbach, Unterriedenberg, Volkers, Wernarz, Züntersbach (zur Hälfte) | |
| Oberamt Burghaun                        | Burghaun                    | –             | 1822                          | Burghaun, Großenmoor, Gruben, Hechelmannskirchen, Herberts, Klausmarbach, Kleinmoor, Langenschwarz, Mahlerts, Michelsrombach, Oberfeld, Oberrombach, Rothenkirchen, Rudolphshan, Schlotzau, Steinbach | |
| Oberamt Dermbach                        | Schloss Dermbach            | 1702 bis 1707 | 1815/1850                     | Andenhausen, Brunnhartshausen, Dermbach, Diedorf, Empfertshausen, Klings, Neidhartshausen, Oberalba, Unteralba | |
| Oberamt Eiterfeld (auch Amt Fürsteneck) | Burg Fürsteneck (Eiterfeld) | –             | 1822                          | Amt Eiterfeld: Arzell, Betzenrod, Dittlofrod, Eiterfeld, Körnbach, Leibolz, Leimbach, Malges, Mengers, Oberufhausen, Oberweisenborn, Reckrod, Unterufhausen, Wölf Gericht Neukirchen: Hermannspiegel, Mauers, Meisenbach, Müsenbach, Neukirchen, Odensachsen und Siegwinden | Das Oberamt bestand aus zwei räumlich getrennten Teilen: dem Amt Eiterfeld und dem Gericht Neukirchen |
| Centoberamt Fulda auch Centfuld         | Fulda                       | –             | 1822                          | Bachrain, Bernhards, Besges, Bronnzell, Dietershausen, Dipperz, Dirlos, Dörmbach, Edelzell, Eichenzell, Finkenhain (Mordgraben), Friesenhausen, Giesel, Gläserzell, Haimbach, Horas, Istergiesel, Kämmerzell, Kerzell, Keulos, Kohlhaus, Künzell, Lehnerz (teilweise), Löschenrod, Lüdermünd, Maberzell, Margretenhaun (zur Hälfte), Melzdorf, Mittelrode, Niederrode, Niesig, Oberrode, Reinhards, Rex, Rodges, Rönshausen, Rothemann, Sickels, Steinau, Steinhaus, Welkers, Wissels, Wisselsrod, Ziegel | |
| Oberamt Geisa auch Rockenstuhl genannt  | Geisa                       | –             | 1815/1850                     | Apfelbach, Bermbach, Borbels, Borsch, Bremen, Buttlar, Geblar, Geisa, Geismar, Ketten, Kranlucken, Langwinden, Mieswarz, Motzlar, Otzbach, Reinhards, Schleid, Spahl, Walkes, Wenigentaft, Wiesenfeld, Zitters | |
| Amt Gerstungen                          | Gerstungen                  | –             | 1402/1522                     | Gemäß dem Küchenmeistereiregister von 1480 bestand das Amt aus Besserode, Dankmarshausen, Gerstungen, Kleinensee, Sulingesse (halb), Süß und Untersuhl | 1402 gelang es Baltharsar Markgraf von Meißen, Anteile an Burg und Amt zu erwerben. 1522 kündigte Kurfürst Friedrich und Johann Herzog zu Sachsen dem fuldischen Abt die Pfandverschreibung. Seitdem war das Amt sächsischer Besitz. |
| Oberamt Hammelburg                      | Hammelburg                  | –             | 1819                          | Hammelburg und die Dorfschaften: Diebach, Feuerthal, Hundsfeld, Obererthal, Obereschenbach, Pfaffenhausen, Schwärzelbach, Untergeiersnest, Untererthal, Untereschenbach, Wartmannsroth, Westheim | |
| Oberamt Haselstein                      | Burgruine Haselstein        | –             | 1817                          | Großentaft, Grüsselbach, Haselstein, Kirchhasel, Rasdorf, Setzelbach, Soisdorf, Treischfeld | |
| Oberamt Herbstein                       | Herbstein                   | –             | 1821                          | Stadt Herbstein und das räumlich getrennte Gericht Hosenfeld mit den Siedlungen: Brandlos, Hauswurz, Hosenfeld, Pfaffenrod, Poppenrod, Schletzenhausen | |
| Oberamt Hünfeld                         | Hünfeld                     | –             | 1822                          | Stadt Hünfeld | |
| Amt Lengsfeld                           | Lengsfeld                   | –             | 1701                          | Stadt Lengsfeld, Burg Lengsfeld mit Vorwerk Menzengraben und die Dörfer und Einzelgüter Gehaus mit Hof Altenroth (Altenrode), Hohenwart, Bayershof, Fischbach (am Baier), Schwanenhof und Papiermühle und Weilar | Fulda verzichte 1701 endgültig auf seine Ansprüche auf das Amt |
| Oberamt Mackenzell                      | Mackenzell                  | –             | 1803                          | Dammersbach, Großenbach, Hofaschenbach, Hünhan, Mackenzell, Marbach, Morles, Nüst, Oberaschenbach, Rimmels, Roßbach, Rückers, Sargenzell, Silges | |
| Oberamt Motten                          | Motten                      | –             | 1805                          | Altglashütten, Dalherda, Kothen, Motten, Neuglashütten, Stellberg, Werberg | |
| Oberamt Neuhof                          | Wasserburg Neuhof           | –             | 1822                          | Büchenberg, Buchenrod, Döllbach, Dorfborn, Eichenried, Ellers, Flieden, Hattenhof, Höf und Haid, Kauppen, Magdlos, Mittelkalbach, Neustadt, Niederkalbach, Opperz, Rommerz, Rückers, Schweben, Stork, Veitsteinbach, Zillbach | |
| Amt Salmünster                          | Salmünster                  | –             | 1822                          | Städte Salmünster und Soden und das Dorf Ahl | |
| Amt Salzschlirf                         | Salzschlirf                 | –             | 1803                          | Dorf und Saline Salzschlirf | |
| Amt Steinau                             | Steinau                     | –             | Im Laufe des 17. Jahrhunderts | Am Ende des Amtes: Steinau, Bernhards, Steinhaus und der Zell-, Gruben-, Baumbachs-, Katzen- und Brückenmühle | Die Amtsfunktionen wurden vom Oberamt Bieberstein und dem Centoberamt Fulda übernommen |
| Amt Uerzell                             | Uerzell                     | –             | 1805                          | Klesberg, Marborn, Neustall, Rabenstein, Rebsdorf, Sarrod, Uerzell, Ulmbach, Weidenau | |
| Amt Vacha                               | Vacha                       | –             | 1411/1648                     | Am Ende des 16. Jahrhunderts: Vacha, Breitzbach, Hof Busengrab und Hof Leutters, Öchsen, Hof Poppenberg, Pferdsdorf, Sünna sowie die adligen Dörfer Deicheroda, Hüttenroda, Larau, Mühlwärts, Mosa, Niedersünna und Hof Rodenburg | 1411 gingen 2/3 an die Landgrafschaft Hessen über 1648 erwarb Hessen den Rest |
| Amt Weyhers                             | Weyhers                     | –             | 1817                          | Abtsroda, Altenfeld, Ebersburg, Gackenhof, Gichenbach, Hettenhausen, Lütter, Poppenhausen, Rodholz, Schmalnau, Steinwand, Thalau, Weyhers | |
| Amt Wildeck                             | Burg Wildeck                | –             | 1412                          | Obersuhl, Hönebach sowie die zu Obersuhl gehörenden Weiler Almushof und Schildhof | Das Amt ging 1412 an die Landgrafschaft Hessen |

Das Amt Giesel verfügte über eine Sonderstellung. Es bestand nur aus dem Dorf Giesel und bildete bis 1687 einen eigenen Verwaltungsbezirk in der Zent Fulda und verfügte von 1439 bis zum Ende des HRR auch die Hochgerichtsbarkeit. Seit 1687 wurde es vom Centoberamt Fulda verwaltet. Schloss Johannisberg befand sich seit 1716 im fuldischen Besitz. Es lag, genauso wie die Propstei Holzkirchen, weitab vom fuldischen Hoheitsgebiet und war daher keinem der genannten Ämter zugeordnet.

### Propsteiliche Ämter
| Amt                                    | Kloster                                                    | Auflösung | Orte am Ende des HRR | Anmerkung |
| -------------------------------------- | ---------------------------------------------------------- | --------- | --- | --- |
| Domkapitularsche Audienz               | Hochstift Fulda                                            | 1803      | einige Vorstädte der Residenz, nämlich die Kellerei Hinterburg, Hospital zum Heiligen Geist, Leinwebergraben und für die Ortschaften bzw. Höfe Dietershan, ein Hof zu Lehnerz, die Kalteherberge, der heutige Leipzigerhof, Winnenhof und Ziehers im Gebiet der Centfuld, Hattenroth und Melters im Amt Weyhers | |
| Gericht Lüder                          | Hochstift Fulda                                            | 1822      | Eichenau, Großenlüder, Jossa, Kleinlüder, Lütterz, Malkes, Müs, Oberbimbach, Uffhausen, Unterbimbach | |
| Propsteiamt Andreasberg oder Neuenberg | Kloster Neuenberg , später Domdechant des Hochstifts Fulda | 1803      | In den Vorstädten der Residenz die Legsfeldergasse, in der Centfuld Dassen, Neuenberg, Pilgerzell und Tiefengruben | Es wurde oft auch als Domdechaneiamt bezeichnet, da es stets dem rangältesten Propst, der zugleich Domdechant war, unterstand |
| Propsteiamt Blankenau                  | Kloster Blankenau                                          | 1805      | Blankenau, Gersrod und Hainzell | |
| Propsteiamt Johannesberg               | Propstei Johannesberg                                      | 1803      | in der Centfuld: Engelhelms, Florenberg, Hamerz, Weimesmühle in der Gemeinde Kerzell, Zell, Zirkenbach; im Oberamt Neuhof: der Hof Geringshauf in der Gemeinde Hattenhof; im Amt Weyhers: Teile von Lütter und das Dorf Ried                                                                                    | |
| Propsteiamt Michelsberg                | Propstei Michaelskirche (Fulda)                            | 1803      | Burkardshöfe (Gemeinde Welkers), den Lanneshof (Künzell) und Niederhorwieden (Rex) in der Centfuld; für Altenhof, den Weiler Memlos (Gemeinde Lütter) und Teile von Sieblos (Gemeinde Abtsroda) im Amt Weyhers                                                                                                  | |
| Propsteiamt Petersberg                 | Propstei Petersberg                                        | 1803      | Almendorf, Böckels, Brauhaus (= Dorf Petersberg), Götzenhof, (Gemeinde Steinau), Kriesmühle (Margretenhaun), Teile von Lehnerz, Lingsgrund (Wisselsrod), Oberhorwieden (Rex), Stöckels | |
| Propsteiamt Sannerz                    | Propstei Sannerz                                           | 1805      | Herolz, Sannerz und Weiperz | |
| Propsteiamt Thulba                     | Kloster Thulba                                             | 1803      | Frankenbrunn, Münchau, Obergersnest, Reith, Schönderling, Seeshof, Gingenrain, Thulba | |
| Propsteiamt Zella                      | Propstei Zella                                             | 1803      | Föhlritz, Gerstengrund, Glattbach, Hochrain, Lenders, Lindenau, Steinberg, Zella | |

Daneben bestanden das fürstliche Gut Johannesberg im Rheingau und die Propstei Holzkirchen in Franken als eigene Gerichtsbezirke.

### Ritterschaftliche Ämter
| Amt                   | Besitzerfamilie            | Sitz                   | Auflösung | Orte am Ende des HRR | Anmerkung |
| --------------------- | -------------------------- | ---------------------- | --------- | --- | --------- |
| Amt Schackau          | Eberstein                  | Ruine Eberstein        | 1862      | Bubenbad, Danzwiesen, Dietges, Dörmbach, Eckweisbach, Eselsbrunn, Grabenhof, Harbach, (Klein-)Sassen, Langenberg, Mittelrupsroth, Oberrupsroth, Öchenbach, Schackau, Stellberg, Unterrupsroth |           |
| Gericht Buchenau      | Buchenau                   | Schloss Buchenau       | 1803      | Bodes, Brandes, Buchenau, Erdmannsrode, Fischbach, Giesenhain, Schwarzenborn, Soislieden |           |
| Gericht Mansbach      | Mansbach (Adelsgeschlecht) | Geyso-Schloss Mansbach | 1806      | Breitzbach, Buchenmühle, Glaam, Mansbach, Standorfsmühl, Wenigentaft |           |
| Gericht Langenschwarz | Verschiedene               | Schloss Langenschwarz  | 1803      | Hechelmannskirchen, Köhlersmoor, Langenschwarz, Schlotzau |           |
| Gericht Wehrda        | Verschiedene               | Burgruine Altwehrda    | 1803      | Kleinmoor, Rhina, Schletzenrod, Wehrda, Wetzlos |           |